# Cranston
Cranston je město v okresu Providence County ve státě Rhode Island ve Spojených státech amerických. Jde o druhé největší město v Rhode Islandu po městu Providence, se kterým Cranston zároveň přímo sousedí.
K roku 2020 zde žilo 82 934 obyvatel. S celkovou rozlohou 78 km² byla hustota zalidnění 1 130 obyvatel na km². V minulosti neslo město název Pawtuxet. Podle průzkumu z roku 2014 byl Cranston jedním z 50 nejlepších měst pro život v USA.